# 瓊州
瓊州（けいしゅう）は、中国にかつて存在した州。唐代から元初にかけて、現在の海南省海口市一帯に設置された。

## 魏晋南北朝時代
南北朝時代、大同年間に南朝梁により設置された崖州を前身とする。州治は義倫県に設置され広州都督府の管轄とされた。

## 隋代
589年（開皇9年）、隋が南朝陳を滅ぼすと、崖州の属郡は廃止された。607年（大業3年）に州が廃止されて郡が置かれると、崖州は珠崖郡と改称され、下部に4県を管轄した。隋代の行政区分に関しては下表を参照。
| 隋代の行政区画変遷 | 隋代の行政区画変遷          | 隋代の行政区画変遷 | 隋代の行政区画変遷          |
| 区分               | 開皇元年                    | 区分               | 大業3年                     |
| ------------------ | --------------------------- | ------------------ | --------------------------- |
| 州                 | 崖州                        | 郡                 | 珠崖郡                      |
| 郡                 | 珠崖郡                      | 県                 | 義倫県 武徳県 九竜県 臨振県 |
| 県                 | 義倫県 武徳県 九竜県 臨振県 | 県                 | 義倫県 武徳県 九竜県 臨振県 |

## 唐代
631年（貞観5年）、唐により瓊州は崖州より分割設置された。はじめ瓊山・臨機・万安・富雲・博遼の5県を管轄した。639年（貞観13年）、臨機・万安・富雲・博遼の4県は崖州に移管され、曾口・顔羅・容瓊の3県は瓊山県より分割設置された。660年（顕慶5年）、楽会県は容瓊県より分割設置された。742年（天宝元年）、瓊州は瓊山郡と改称された。758年（乾元元年）、瓊山郡は瓊州と改称された。789年（貞元5年）、臨高県は瓊州に移管された。瓊州は嶺南道に属し、瓊山・曾口・顔羅・容瓊・楽会・臨高の6県を管轄した。
| 唐代の行政区画変遷 | 唐代の行政区画変遷 | 唐代の行政区画変遷 | 唐代の行政区画変遷 | 唐代の行政区画変遷 |
| 貞観5年            | 貞観13年           | 顕慶5年            | 龍朔2年            | 貞元5年            |
| ------------------ | ------------------ | ------------------ | ------------------ | ------------------ |
| 瓊山県             |                    |                    |                    |                    |
| （新設）           | 曾口県             | 曾口県             | 曾口県             | 曾口県             |
| （新設）           | 顔羅県             |                    |                    |                    |
| （新設）           | 容瓊県             |                    |                    |                    |
| （新設）           | （新設）           | 楽会県             | 楽会県             | 楽会県             |
| 臨機県             | （崖州に移管）     | （崖州に移管）     | （崖州に移管）     | 臨高県             |
| 万安県             | （崖州に移管）     | （崖州に移管）     | （万安州に移管）   | （万安州に移管）   |
| 富雲県             | （崖州に移管）     | （崖州に移管）     | （万安州に移管）   | （万安州に移管）   |
| 博遼県             | （崖州に移管）     | （崖州に移管）     | （万安州に移管）   | （万安州に移管）   |

## 宋代以降
宋のとき、瓊州は広南西路に属し、瓊山・舎城・澄邁・臨高・文昌・楽会の6県を管轄した。
1329年（天暦2年）、元により瓊州は乾寧軍民安撫司が置かれた。乾寧軍民安撫司は湖広等処行中書省に属し、瓊山・澄邁・臨高・定安・文昌・会同・楽会の7県を管轄した。
1368年（洪武元年）、明により乾寧軍民安撫司は瓊州府と改められた。瓊州府は広東省に属し、瓊山・澄邁・臨高・定安・文昌・会同・楽会の7県と儋州に属する昌化県と万安州に属する陵水県と崖州に属する感恩県、合わせて3州10県を管轄した。
清のとき、瓊州府は広東省に属し、瓊山・澄邁・臨高・定安・文昌・会同・楽会の7県を管轄した。
1913年、中華民国により瓊州府は廃止された。